# Puccinia micrantha
Puccinia micrantha ist eine Ständerpilzart aus der Ordnung der Rostpilze (Pucciniales). Der Pilz ist ein Endoparasit von Johannisbeeren sowie der Süßgrases Oryzopsis micrantha. Symptome des Befalls durch die Art sind Rostflecken und Pusteln auf den Blattoberflächen der Wirtspflanzen. Sie ist ein Endemit der USA.

## Merkmale

### Makroskopische Merkmale
Puccinia micrantha ist mit bloßem Auge nur anhand der auf der Oberfläche des Wirtes hervortretenden Sporenlager zu erkennen. Sie wachsen in Nestern, die als gelbliche bis braune Flecken und Pusteln auf den Blattoberflächen erscheinen.

### Mikroskopische Merkmale
Das Myzel von Puccinia micrantha wächst wie bei allen Puccinia-Arten interzellulär und bildet Saugfäden, die in das Speichergewebe des Wirtes wachsen. Die Aecien des Pilzes besitzen 20–25 × 16–22 µm große, kugelige bis ellipsoide, hyaline bis hellgelbliche Aeciosporen mit runzliger Oberfläche. Die zimtbraun Uredien der Art wachsen zumeist oberseitig auf den Blättern der Wirtspflanze. Ihre ebenfalls zimtbraunen Uredosporen sind für gewöhnlich breitellipsoid bis kugelig, 18–23 × 17–20 µm groß und fein stachelwarzig. Die meist blattoberseitig wachsenden Telien der Art sind schwarzbraun, pulverig und früh offenliegend. Die braunen Teliosporen des Pilzes sind zweizellig, in der Regel eiförmig bis ellipsoid und 36–48 × 20–26 µm groß. Ihre Stiele sind gelblich und bis zu 90 µm lang.

## Verbreitung
Das bekannte Verbreitungsgebiet von Puccinia micrantha reicht von New Mexico bis South Dakota und Nebraska.

## Ökologie
Die Wirtspflanzen von Puccinia micrantha sind für den Haplonten Johannisbeeren (Ribes spp.) sowie Oryzopsis micrantha für den Dikaryonten. Der Pilz ernährt sich von den im Speichergewebe der Pflanzen vorhandenen Nährstoffen, seine Sporenlager brechen später durch die Blattoberfläche und setzen Sporen frei. Die Art verfügt über einen Entwicklungszyklus mit Telien, Uredien, Spermogonien und Aecien und macht einen Wirtswechsel durch.